# Tom Seeberg
Tom Seeberg, född 17 februari 1860 i Drammen, död 27 mars 1938 i Drammen, var en norsk sportskytt.
Seeberg blev olympisk silvermedaljör i frigevär vid sommarspelen 1900 i Paris.